# Paraphanolaimus tenuis
Paraphanolaimus tenuis är en rundmaskart som först beskrevs av Daday 1908.  Paraphanolaimus tenuis ingår i släktet Paraphanolaimus och familjen Leptolaimidae. Inga underarter finns listade i Catalogue of Life.